# Knattspyrnudeild Ungmennafélag Grindavíkur 2011
Questa voce raccoglie le informazioni riguardanti il Knattspyrnudeild Ungmennafélag Grindavíkur nelle competizioni ufficiali della stagione 2011.

## Rosa
| N. |                        | Ruolo | Calciatore                  |
| -- | ---------------------- | ----- | --------------------------- |
| 1  | Islanda (bandiera)     | P     | Óskar Pétursson             |
| 1  | Inghilterra (bandiera) | P     | Jack Richard Edward Giddens |
| 2  | Islanda (bandiera)     | A     | Óli Baldur Bjarnason        |
| 3  | Filippine (bandiera)   | D     | Ray Jónsson                 |
| 5  | Islanda (bandiera)     | D     | Marko Valdimar Stefánsson   |
| 6  | Islanda (bandiera)     | C     | Sveinbjörn Jónasson         |
| 7  | Islanda (bandiera)     | C     | Jóhann Helgason             |
| 8  | Islanda (bandiera)     | C     | Páll Guðmundsson            |
| 9  | Islanda (bandiera)     | D     | Matthías Örn Fridriksson    |
| 10 | Scozia (bandiera)      | C     | Scott Ramsay                |
| 10 | Scozia (bandiera)      | C     | Paul McShane                |
| 11 | Islanda (bandiera)     | A     | Orri Freyr Hjaltalín        |
| 12 | Islanda (bandiera)     | P     | Rúnar Dór Daníelsson        |

| N. |                    | Ruolo | Calciatore                    |
| -- | ------------------ | ----- | ----------------------------- |
| 13 | Islanda (bandiera) | P     | Benóný Þórhallsson            |
| 14 | Gabon (bandiera)   | C     | Loïc Ondo                     |
| 15 | Islanda (bandiera) | C     | Gunnar Thorsteinsson          |
| 16 | Islanda (bandiera) | D     | Ólafur Örn Bjarnason          |
| 18 | Islanda (bandiera) | C     | Guðmundur Andri Bjarnsson     |
| 21 | Islanda (bandiera) | C     | Guðmundur Egill Bergsteinsson |
| 22 | Islanda (bandiera) | D     | Jóhann Helgi Aðalgeirsson     |
| 23 | Islanda (bandiera) | D     | Jósef Kristinn Jósefsson      |
| 25 | Islanda (bandiera) | A     | Alexander Magnússon           |
| 26 | Islanda (bandiera) | A     | Emil Daði Símonarson          |
| 27 | Islanda (bandiera) | C     | Hafþór Ægir Vilhjálmsson      |
| 29 | Islanda (bandiera) | D     | Vilmundur Þór Jónasson        |
|    | Algeria (bandiera) | A     | Yacine Si Salem               |